# Recreo (Santa Fe)
Recreo – miasto w Argentynie w prowincji Santa Fe.
W 2010 roku miasto liczyło 12,7 tys. mieszkańców.